# Dominique Blanc
Dominique Blanc (Lyon, 25 april 1956) is een Frans actrice en lid van de Comédie-Française. Ze is winnaar van vier Césars en drie Molières.

## Biografie
Dominique Blanc werd op 25 april 1956 geboren in Lyon (Plateau de la Croix-Rousse) als vierde van vijf kinderen. Haar moeder was een verpleegster en haar vader gynaecoloog en verloskundige.
Na haar studies architectuur, volgde Blanc theatercursus in 1980 in Cours Florent. Ze werd in eerste instantie drie keer geweigerd aan het conservatorium. De toneelregisseur  Patrice Chéreau merkte haar op tijdens een studentenvoorstelling gewijd aan Tsjechov en vroeg haar voor Peer Gynt van Henrik Ibsen. Na een aantal jaren in het theater verkoos Blanc de filmset. In 1986 overtuigde Régis Wargnier haar om een alcoholische vrouw spelen in zijn speelfilm La Femme de ma vie. Blanc speelde midden jaren 1980 en de jaren 1990 in drama- en kostuumfilms. Blanc werd negenmaal genomineerd voor een César waarvan ze er vier won. Driemaal de César voor beste vrouwelijke bijrol in 1991, 1993 en 1999 respectievelijk voor Milou en mai van Louis Malle, Indochine van Régis Wargnier en Ceux qui m'aiment prendront le train van Patrice Chéreau. Ze won een César voor beste actrice in 2001 voor haar rol van een verlaten vrouw die een prostituee wordt op de luchthaven van Orly in Stand-by van Rosh Stéphanik. Op het filmfestival van Venetië 2008 won Blanc de Coppa Volpi voor beste actrice voor haar rol in L'Autre van Patrick Mario Bernard en Pierre Trividic.
Voor haar theaterwerk won Blanc ook drie Molières voor beste comédienne, in 1998 voor Une maison de poupée van Henrik Ibsen, in 2010 voor La Douleur van Marguerite Duras en in 2016 voor haar rol van la Marquise de Merteuil in Les Liaisons dangereuses van Pierre Choderlos de Laclos.

## Filmografie

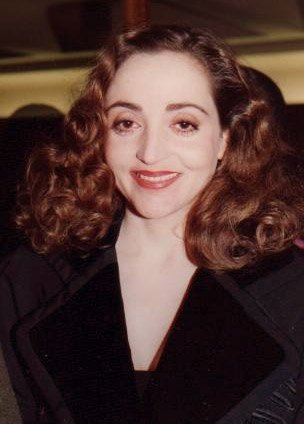
Dominique Blanc in 1993 tijdens de 18e Césaruitreiking

### Films
- 1986: L'Iguane (kortfilm) van Serge Meynard
- 1986: La Femme de ma vie van Régis Wargnier - Sylvia
- 1987: Terre étrangère van Luc Bondy - Adèle Natter
- 1988: Savannah van Marco Pico - Jeanne
- 1988: Quelques jours avec moi van Claude Sautet - Georgette
- 1988: Une affaire de femmes van Claude Chabrol - Jasmine
- 1988: Je suis le seigneur du château van Régis Wargnier - Madame Vernet
- 1989: Natalia van Bernard Cohn - Jacqueline Leroux
- 1990: Milou en mai van Louis Malle - Claire
- 1990: Plaisir d'amour van Nelly Kaplan - Clo
- 1991: L'Affût van Yannick Bellon - Isabelle Morigny
- 1991: Indochine van Régis Wargnier - Yvette
- 1992: L'Échange (korte film) van Vincent Pérez
- 1993: Une femme en bataille (kortfilm) van Camille Brottes
- 1993: Loin des barbares van Liria Bégéja - Zana
- 1993: Faut-il aimer Mathilde? van Edwin Baily - Mathilde
- 1993: La reine Margot van Patrice Chéreau - Henriette de Nevers
- 1994: Train de nuit (kortr film) van Michel Piccoli
- 1995: Total Eclipse van Agnieszka Holland - Isabelle Rimbaud
- 1996: C'est pour la bonne cause van Jacques Fansten - Jeanne
- 1996: Le Livre de minuit (korte film) van Thierry Binisti
- 1997: Alors voilà van Michel Piccoli - Rose
- 1998: A Soldier's Daughter Never Cries van James Ivory - Candida
- 1998: Ceux qui m'aiment prendront le train van Patrice Chéreau - Catherine
- 1999: La Voleuse de Saint-Lubin van Claire Devers - Françoise Barnier
- 1999: Les Acteurs van Bertrand Blier - De vrouw van Michel Piccoli
- 1999: Le Mariage de Fanny (korte film) van Olivier L. Brunet - Récitante
- 2000: stand-by van Roch Stephanik - Hélène
- 2001: Allah bénit mon voyage
- 2001: Le Pornographe van Bertrand Bonello - Jeanne
- 2001: Avec tout mon amour van Amalia Escriva - Adèle
- 2001: La Plage noire van Michel Piccoli - Sylvie
- 2001: Le Lait de la tendresse humaine van Dominique Cabrera - Claire
- 2002: C'est le bouquet! van Jeanne Labrune - Edith
- 2002: Peau d'ange van Vincent Pérez - Sœur Augustine
- 2002: Un couple épatant van Lucas Belvaux - Agnès Manise
- 2002: Cavale van Lucas Belvaux - Agnès Manise
- 2002: Après la vie van Lucas Belvaux - Agnès Manise
- 2005: Un fil à la patte van Michel Deville - La Baronne Duverger
- 2005: Les Amitiés maléfiques van Emmanuel Bourdieu - Florence Duhaut
- 2006: Sauf le respect que je vous dois van Fabienne Godet - Clémence Durrieux
- 2008: Capitaine Achab van Philippe Ramos - Anna
- 2008: Par suite d'un arrêt de travail... van Frédéric Andrei - Fabienne
- 2008: L'Autre van Patrick Mario Bernard en Pierre Trividic - Anne-Marie
- 2009: Plus tard tu comprendras van Amos Gitai - Tania
- 2010: L'Autre Dumas van Safy Nebbou - Céleste Scriwaneck
- 2010: Une vie de chat (animaitefilm) van Alain Gagnol en Jean-Loup Felicioli - Jeanne
- 2015: Fou d'amour van Philippe Ramos - Armance
- 2015: Peur de rien van Danielle Arbid - Madame Gagnebin
- 2016: Réparer les vivants van Katell Quillévéré - Lucie Moret
- 2017: Patients van Mehdi Idir en Grand Corps Malade - Docteur Challes
- 2025: Partir un jour - Fanfan Béguin

### Televisie
- 1981: Peer Gynt van Bernard Sobel - jong meisje
- 1983: Richelieu ou la Journée des dupes van Jean-Dominique de la Rochefoucauld - Madame de Comballet
- 1984: Lace van William Hale - Teresa
- 1985: Néo Polar (aflevering Shangaï Skipper) van Michel Andrieu - Marie-Laure
- 1986: L'Inconnue de Vienne van Bernard Stora - Martine
- 1987: Les Cinq Dernières Minutes : Mort d'homme van Joannick Desclers - Madeleine
- 1989: Les Enquêtes du commissaire Maigret (aflevering Maigret et l'inspecteur malgracieux) van Philippe Laïk - Eva
- 1988: Sueurs froides : Louis-Charles, mon amour van Régis Wargnier
- 1991: Largo desolato van Agnieszka Holland - Lucy
- 1995: L'Allée du roi van Nina Companéez - Françoise d'Aubigné, Madame de Maintenon
- 1996: Faisons un rêve van Jean-Michel Ribes - Elle
- 2000: Sur quel pied danser? van Jacques Fansten - Jeanne
- 2001: Un Pique-nique chez Osiris van Nina Companeez - Olympe de Cardoville
- 2003: Phèdre van Stéphane Metge - Phèdre
- 2006: Le Cri van Hervé Baslé - Pierrette Guibert
- 2006: Monsieur Max van Gabriel Aghion - Alice
- 2007: Le Pendu van Claire Devers - Alma
- 2009: Un homme d'honneur van Laurent Heynemann - Gilberte Bérégovoy
- 2011: À la recherche du temps perdu van Nina Companeez - Mme Verdurin
- 2012: Alexandra David-Néel - J'irai au Pays des Neiges van Joël Farges - Alexandra David-Néel
- 2012: Un autre monde van Gabriel Aghion - Fanny
- 2015: Versailles van Jalil Lespert - Anna van Oostenrijk

## Theater

### Buiten de Comédie-Française
- 1981: Peer Gynt van Henrik Ibsen, onder regie van Patrice Chéreau
- 1982: Schliemann, épisodes ignorés van Bruno Bayen
- 1983: Les Paravents van Jean Genet, onder regie van Patrice Chéreau - Djemila
- 1983: L'Idiot van Dostojevsky, onder regie van Jean-Louis Thamin
- 1983: Tonio Kröger van Thomas Mann, onder regie van Pierre Romans
- 1984: Terre étrangère van Arthur Schnitzler, onder regie van Luc Bondy
- 1985: La Culotte van Carl Sternheim, onder regie van Jacques Rosner
- 1986: La Culotte van Carl Sternheim, onder regie van Jacques Rosner
- 1987: Le Mariage de Figaro van Beaumarchais, onder regie van Jean-Pierre Vincent
- 1988: Le Misanthrope ou l'Atrabilaire amoureux van Molière, onder regie van Antoine Vitez
- 1988: Anacaona van Jean Métellus, onder regie van Antoine Vitez
- 1993: Woyzeck van Georg Büchner, onder regie van Jean-Pierre Vincent
- 1994: Woyzeck van Georg Büchner, mise en scène Jean-Pierre Vincent
- 1996: Poèmes et proses van René Char, lezing op het Festival van Avignon met Michel Piccoli
- 1996: Apothéose van Arthur Schnitzler, lezing op het Festival van Avignon
- 1997: Une maison de poupée van Henrik Ibsen, onder regie van Deborah Warner
- 2000:  Mickey La Torche van Natacha de Pontcharra, lezing op het Festival van Avignon
- 2002: La Mouette van Anton Tsjechov, onder regie van Philippe Calvario
- 2003:  Phèdre van Racine, onder regie van Patrice Chéreau
- 2008-2011: La Douleur van Marguerite Duras, onder regie van Patrice Chéreau
- 2012: Perséphone van Stravinsky, onder regie van Peter Sellars
- 2013: La Locandiera van Carlo Goldoni, onder regie van Marc Paquien
- 2015: Les Liaisons dangereuses van Pierre Choderlos de Laclos, onder regie van Christine Letailleur

### Comédie-Française
Aangesloten bij de Comédie-Française op 19 maart 2016.
- 2016: Britannicus van Jean Racine, onder regie van Stéphane Braunschweig - Agrippine
- 2016: Vania naar Oncle Vania van Anton Tsjechov, onder regie van Julie Deliquet - Maria
- 2017 : Le Petit-Maître corrigé van Marivaux, onder regie van Clément Hervieu-Léger - La Marquise
- 2017 : Le Testament de Marie van Colm Tóibín, onder regie van Deborah Warner - Marie

## Prijzen en nominaties
De belangrijkste:
| Jaar | Prijs | Categorie                    | Film                                 | Uitslag     |
| ---- | ----- | ---------------------------- | ------------------------------------ | ----------- |
| 2010 | César | Beste actrice                | L'Autre                              | Genomineerd |
| 2003 | César | Beste vrouwelijke bijrol     | C'est le bouquet !                   | Genomineerd |
| 2001 | César | Beste actrice                | Stand-by                             | Gewonnen    |
| 1999 | César | Beste vrouwelijke bijrol     | Ceux qui m'aiment prendront le train | Gewonnen    |
| 1995 | César | Beste vrouwelijke bijrol     | La Reine Margot                      | Genomineerd |
| 1993 | César | Beste vrouwelijke bijrol     | Indochine                            | Gewonnen    |
| 1991 | César | Beste vrouwelijke bijrol     | Milou en mai                         | Gewonnen    |
| 1990 | César | Beste jong vrouwelijk talent | Je suis le seigneur du château       | Genomineerd |
| 1987 | César | Beste jong vrouwelijk talent | La Femme de ma vie                   | Genomineerd |